# Rosa Mystica
Rosa Mystica, Den hemlighetsfulla rosen, är ett av Jungfru Marias epitet. Det förekommer i Lauretanska litanian. Maria framställs i konsten med tre rosor: en vit, en röd och en gyllene. Den vita syftar på hennes renhet, det vill säga den obefläckade avlelsen, den röda på hennes kärlek och den gyllene på hennes roll som Himmelens drottning.
Ursprunget till titeln Rosa mystica är Höga Visan 2:1.

### Webbkällor
- ”Mystical Rose” (på engelska). Catholic Saints. Arkiverad från originalet den 29 april 2022. https://archive.ph/0HxoC. Läst 29 april 2022.